# 滑液
滑液（synovial fluid，synovia）是一种黏稠的非牛頓流體，它存在于滑液關節的腔中。滑液的稠度與蛋清類似。 滑液的主要作用是减少运动过程中滑膜关节的关节软骨之间的摩擦。滑液属于细胞外液中的跨细胞液成分。